# Atractus chthonius
Espèce
Atractus chthonius  est une espèce de serpents de la famille des Dipsadidae.

## Répartition
Cette espèce est endémique de Colombie. Elle se rencontre dans les départements de Huila et de Cauca entre 1 500 et 2 400 m d'altitude sur le versant Est de la cordillère Centrale.

## Description
Le mâle le plus grand et holotype de Atractus chthonius mesure 328 mm dont 31 mm pour la queue et la plus grande femelle 506 mm dont 51 mm pour la queue.

## Publication originale
- Passos & Lynch, 2010 : Revision of Atractus (Serpentes: Dipsadidae) from Middle and Upper Magdalena Drainage of Colombia. Herpetological Monographs, vol. 24, no 1, p. 149-173 (texte intégral).